# Prager Straße
Rue de Prague
Prager Straße (en français « Rue de Prague ») est un tableau du peintre allemand Otto Dix, qui représente la Prager Straße à Dresde en 1920, après la Première Guerre mondiale. Il est conservé au Kunstmuseum Stuttgart (anciennement Galerie der Stadt).

## Contexte et histoire du tableau
Otto Dix a participé aux combats de la Première Guerre mondiale, il a donc été témoin des violences provoquées par les affrontements. 
L'Allemagne de l'après-guerre subit une crise politique, économique et morale. Le nouveau régime, la République de Weimar (1919-1933), est contestée par les extrêmes droite et gauche. Les combats ont fait des millions de morts et d'invalides, dont beaucoup tombent dans la misère.
En 1965, Pragerstraße est le deuxième tableau d'Otto Dix acquis par le musée de Stuttgart. 

## Une œuvre de la Nouvelle Objectivité
Pragerstraße, tout comme les autres tableaux qu'Otto Dix a peint à la même époque, appartient au mouvement artistique de la Nouvelle Objectivité. Même si la Nouvelle Objectivité n'a pas été définie par un manifeste ou un programme écrit, ce courant a pour objectif de montrer la situation désastreuse de l'Allemagne après la Première guerre mondiale. Les œuvres se caractérisent par « la netteté froide d'un dessin exact et le vérisme des détails. »
Le tableau présente par ailleurs des éléments empruntés à d'autres mouvements artistiques : la dénonciation de l'absurdité de la guerre renvoie au dadaïsme.

## Description
Prager Straße (« Rue de Prague » en français), est un tableau (huile sur toile) réalisé par le peintre allemand Otto Dix en juillet 1920, après qu'il eut participé à la Première Guerre mondiale (1914-1918). 
On peut y voir deux mutilés de guerre. Au premier plan, le personnage n'a plus de jambes et se déplace à l'aide d'une planche à roulettes et de cannes. Il porte un chapeau melon et une belle veste sur laquelle est épinglée une médaille. Sous sa planche à roulettes, un tract dont on peut distinctement lire le titre : « Juden raus ! ». Au deuxième plan, le personnage est mal habillé, il n'a plus qu'un bras valide. Au dernier plan, une fillette dessine à la craie sur la bordure de la vitrine d'un prothésiste.

## Autres œuvres sur le thème des mutilés de guerre
- Otto Dix, La Grande Ville, 1927-1928, Stuttgart